# Calliprason elegans
Calliprason elegans là một loài xén tóc loài thuộc chi Calliprason.
Loài địa phương ở gần Tairua, New Zealand CL.